# 제자리 멀리뛰기

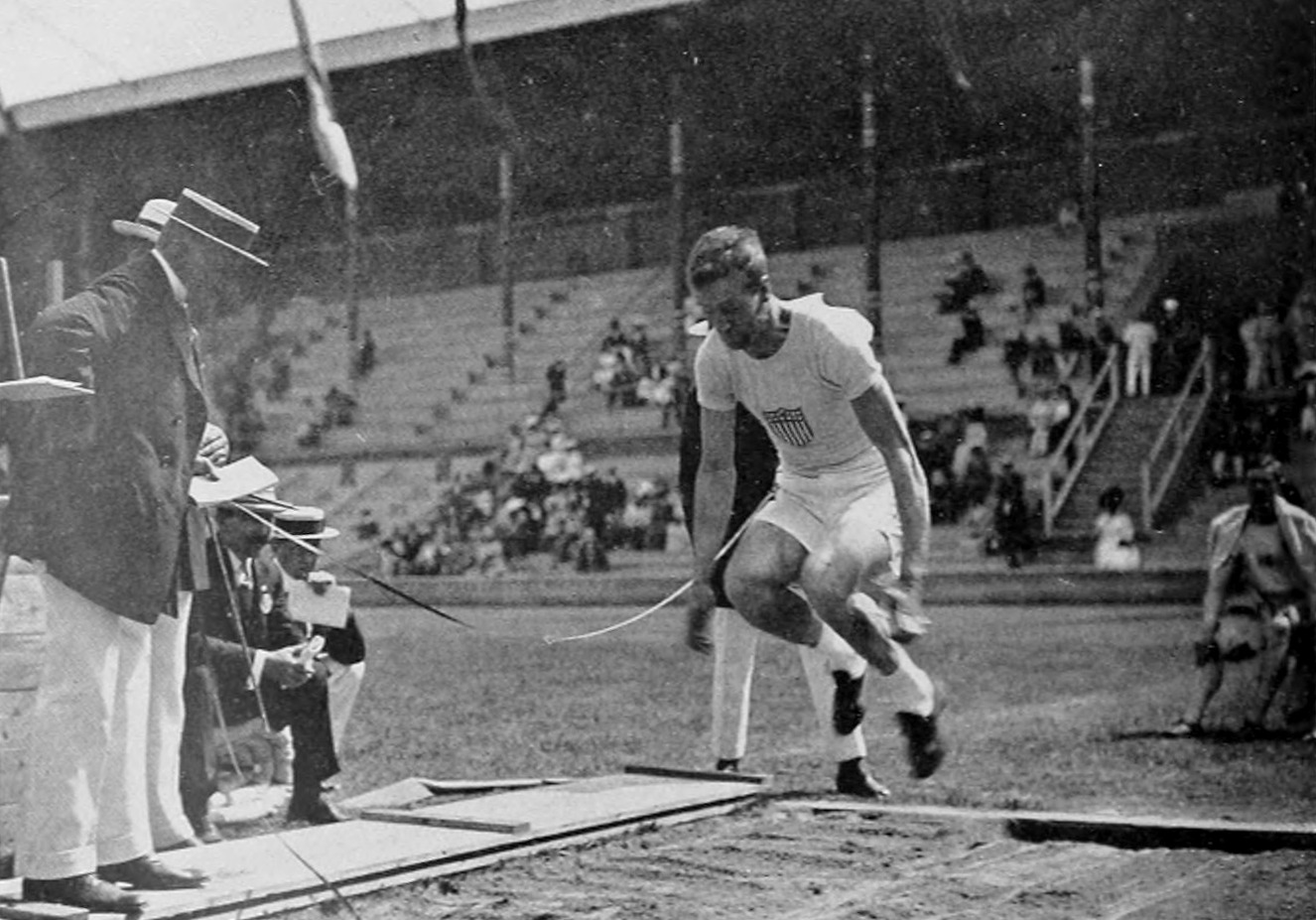
1912년 하계 올림픽의 벤자민 애덤스

제자리 멀리뛰기(Standing long jump, standing broad jump)는 육상 경기의 일종이다. 1912년까지 올림픽 종목이었다. 제자리 높이뛰기, 제자리 세단뛰기와 함께 서서 하는 3가지 육상 트랙 및 필드 경기이다.
제자리 멀리뛰기를 할 때 선수는 발을 약간 벌리고 바닥에 표시된 선에 서 있는다. 선수는 두 발을 이용해 점프, 착지하고 팔을 휘두르며 무릎을 구부러 앞으로 나아간다. 선수가 점프할 때 뒤로 넘어지거나 한 발짝 물러나면 무효이며, 다시 점프해야 한다.
실내 경기장이 건설되면서 제자리 멀리뛰기는 개최 종목에서 점차 사라지기 시작했다. 현재는 국가 선수권 대회에서 정식으로 서서 멀리뛰기 종목을 유일하게 채택한 국가가 노르웨이이다. 노르웨이 국가 선수권 대회(멀리뛰기 및 높이뛰기) 경기가 1995년부터 매년 겨울마다 스탕게에서 열리고 있다.
제자리 멀리뛰기는 그 외에도 미국의 내셔널 풋볼 리그(NFL)에서 드래프트 전 신체검사 종목에 해당하는 NFL 스카우팅 컴바인 경기의 정식 종목 중 하나이며, 미국 스포츠, 체력, 영양 대통령위원회 체력상에서 검사하는 표준 시험 종목에도 속하고 캐나다 왕립 사관학교 및 미국 공군사관학교, 대한민국 육군사관학교에서 장교 후보생이 검정해야 하는 체력 테스트 종목이기도 하다. 브라질 경찰에서는 연방경찰(남성 2.14 m, 여성 1.66 m) 및 연방 고속도로 경찰(남성 2.00 m, 여성 1.60 m)에 응시할 때 제자리 멀리뛰기 종목에 최소 기준 이상으로 통과해야 한다.

## 최고 기록
현존하는 제자리 멀리뛰기 올림픽 세계 기록은 1904년 9월 3일 레이 유리가 기록한 3.47 m이다. 현재 비공인 세계 기록은 2015년 2월 23일 NFL 스카우팅 컴바인에서 바이런 존스가 기록한 3.73 m로 1968년 노르웨이의 스포츠 팀인 링에리케 FIK 클럽의 포환던지기 선수인 아르네 테베르바그가 기록한 공식 세계 신기록인 3.71 m를 경신한 수치이다.

## 올림픽 메달리스트
| 종목                       | 금                                 | 은                                 | 동                         |
| -------------------------- | ---------------------------------- | ---------------------------------- | -------------------------- |
| 1900년 파리 자세히         | 레이 유리 · 미국                   | 어빙 백스터 · 미국                 | 에밀 토르셰보외프 · 프랑스 |
| 1904년 세인트루이스 자세히 | 레이 유리 · 미국                   | 찰스 킹 · 미국                     | 존 빌러 · 미국             |
| 1908년 런던 자세히         | 레이 유리 · 미국                   | 콘스탄티노스 치클리티라스 · 그리스 | 마틴 셰리든 · 미국         |
| 1912년 스톡홀름 자세히     | 콘스탄티노스 치클리티라스 · 그리스 | 플랫 애덤스 · 미국                 | 벤 애덤스 · 미국           |

## 중간 올림픽 기록
| 종목                 | 금               | 은                 | 동                   |
| -------------------- | ---------------- | ------------------ | -------------------- |
| 1906년 아테네 자세히 | 레이 유리 · 미국 | 마틴 셰리든 · 미국 | 로선 로버트슨 · 미국 |